# Dariusz Nowak (lekarz)
Dariusz Paweł Nowak (ur. 4 kwietnia 1958 w Warszawie) – polski lekarz, fizjolog i pulmonolog, profesor nauk medycznych, w kadencjach 2008–2012 i 2012–2016 prorektor Uniwersytetu Medycznego w Łodzi. Od 2020 roku prorektor do spraw rozwoju Uniwersytetu Medycznego w Łodzi.

## Życiorys
Absolwent XXI Liceum Ogólnokształcącego im. Bolesława Prusa w Łodzi (1977). W 1983 ukończył studia na Akademii Medycznej w Łodzi. Doktoryzował się w 1986 na Wydziale Lekarskim tej uczelni w oparciu o pracę zatytułowaną Badania in vitro niektórych szkodliwości – palenia papierosów, chloru, proteaz bakteryjnych – jako czynników usposabiających do rozedmy płuc. Stopień doktora habilitowanego uzyskał w 1991 na podstawie pracy pt. Aktywacja granulocytów obojętnochłonnych oraz inaktywacja a-l-antyproteinazy w pato- i hignogenezie przedwczesnej rozedmy płuc – badania doświadczalne i kliniczne. Tytuł profesora nauk medycznych otrzymał 20 października 1994.
Od uzyskania tytułu lekarza związany z uczelnią macierzystą, od 2002 z powstałym w jej miejsce Uniwersytetem Medycznym w Łodzi. W 1998 objął stanowisko profesora zwyczajnego. W latach 1999–2001 kierował Zakładem Fizjologii, w 2001 został kierownikiem Zakładu Fizjologii Doświadczalnej i Klinicznej. W latach 2003–2005 był prodziekanem Wydziału Nauk o Zdrowiu, natomiast od 2005 do 2008 pełnił funkcję dziekana Wydziału Nauk Biomedycznych i Kształcenia Podyplomowego. W 2008 i 2012 wybierany na prorektora łódzkiej uczelni do spraw rozwoju. W 2020 roku ponownie został wybrany na prorektora do spraw rozwoju Uniwersytetu Medycznego w Łodzi.
Specjalizował się w zakresie chorób wewnętrznych (I stopnia w 1986, II stopnia w 1989) oraz w zakresie chorób płuc (1996). Między 1987 a 1995 odbył staże w Szwecji, Niemczech, Austrii i Holandii.
W latach 1997–2000 redaktor naczelny kwartalnika „Current Pneumonology”. Został członkiem m.in. Polskiego Towarzystwa Medycyny Wewnętrznej i Polskiego Towarzystwa Chorób Płuc.